# Erythrodiplax paraguayensis
Erythrodiplax paraguayensis là loài chuồn chuồn trong họ Libellulidae. Loài này được Förster mô tả khoa học đầu tiên năm 1904.